# Aplysia fasciata
Aplysia fasciata, comúnmente denominada liebre marina abigarrada o liebre marina negra, es una especie de liebre marina de la familia Aplysiidae.

## Distribución
Esta especie se encuentra desde el Atlántico Occidental, desde Nueva Jersey hasta Brasil, mientras que en el Atlántico Oriental se le encuentra en la costa de Ghana. El patrón de coloración varía entre las especies de la costa americana y la costa africana. 

## Descripción
Tiene una longitud aproximada de 40 cm. El color es negro o castaño oscuro con una línea roja-anaranjada. 

## Bioquímica
De esta especie se han aislado sesquiterpenos del tipo brasilano, tales como el brasinelol y 2-epibrasilenol. 

## Galería de imágenes

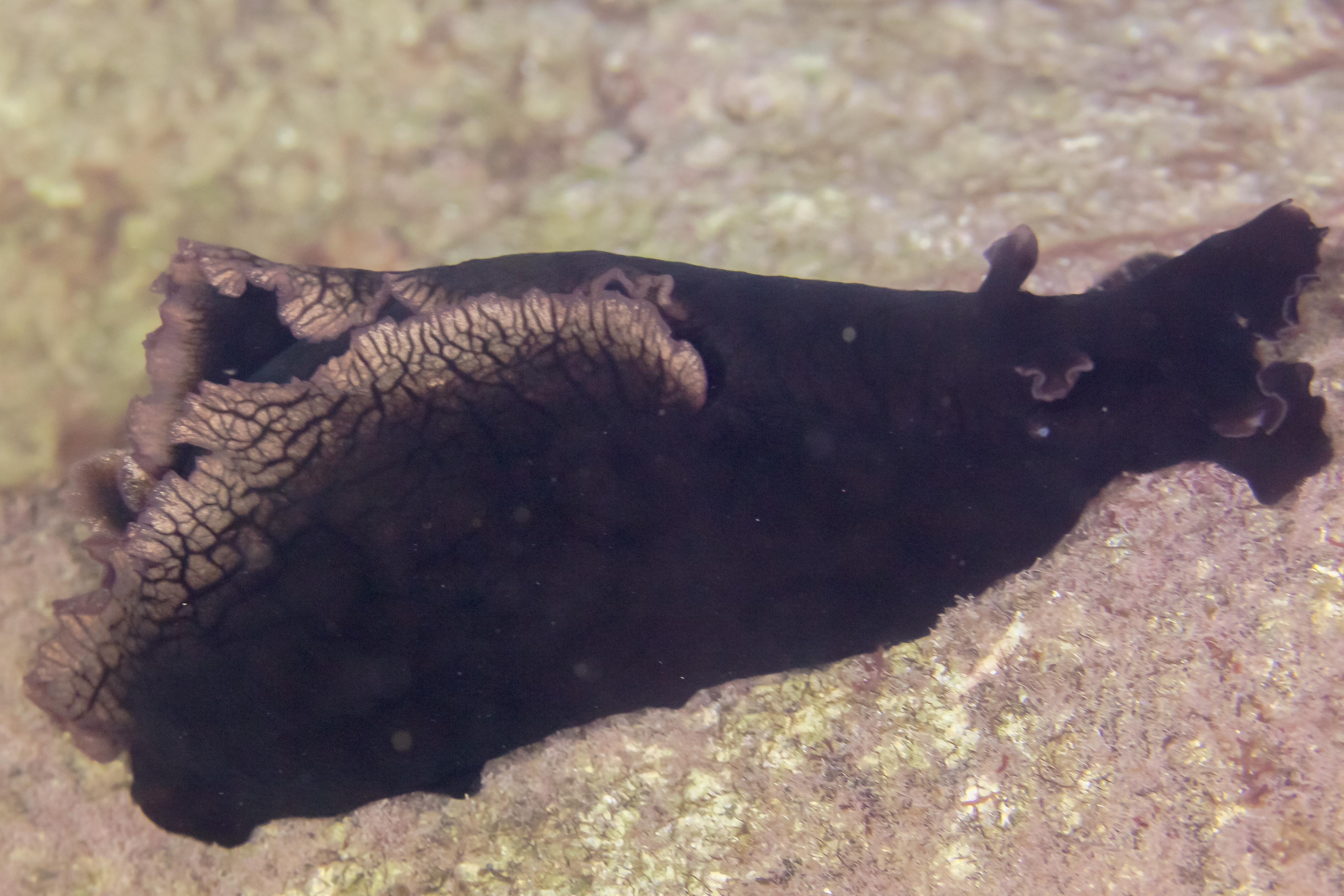
Ejemplar en Chipre.
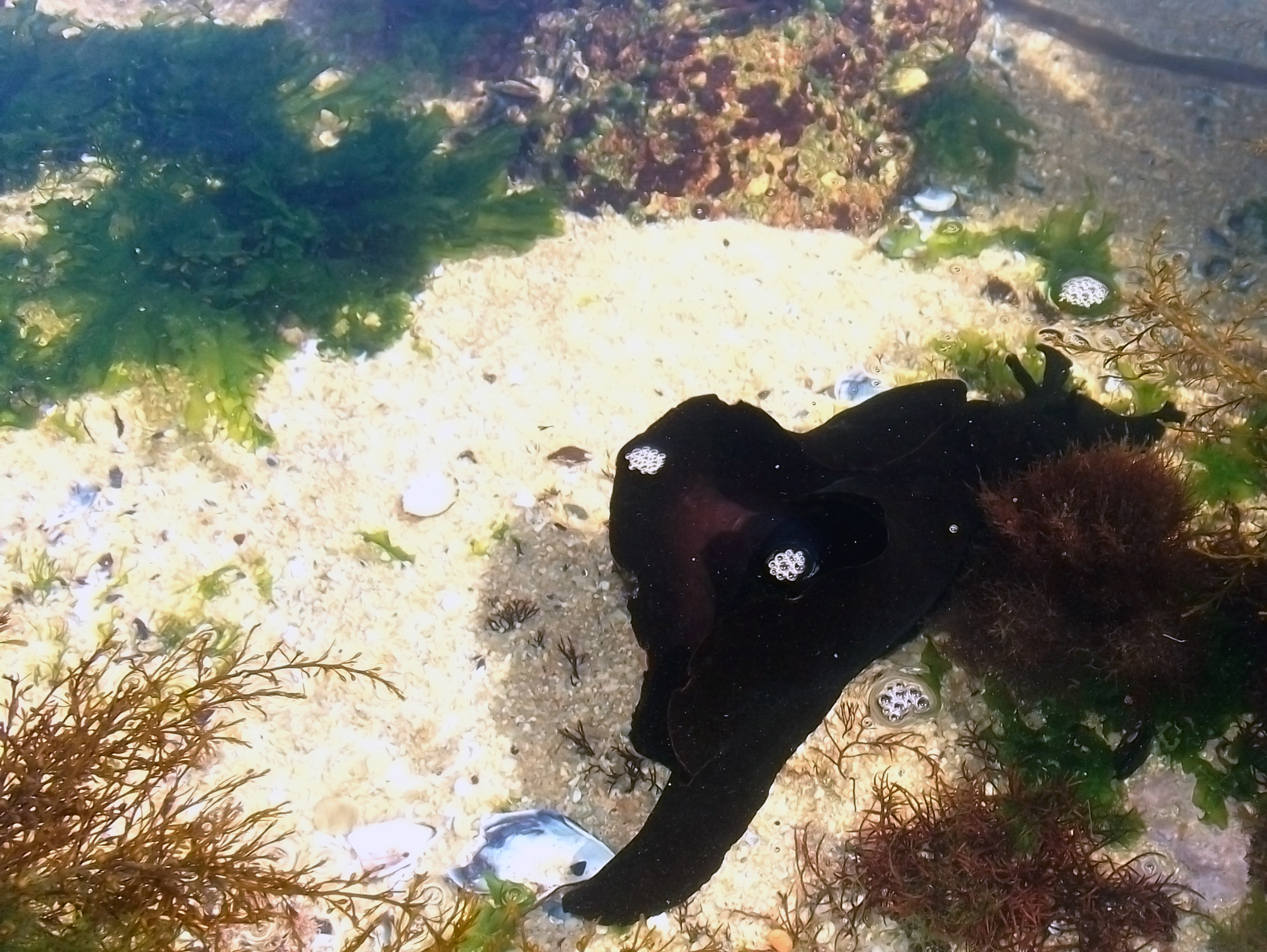
Una liebre marina en Póvoa de Varzim, Portugal.
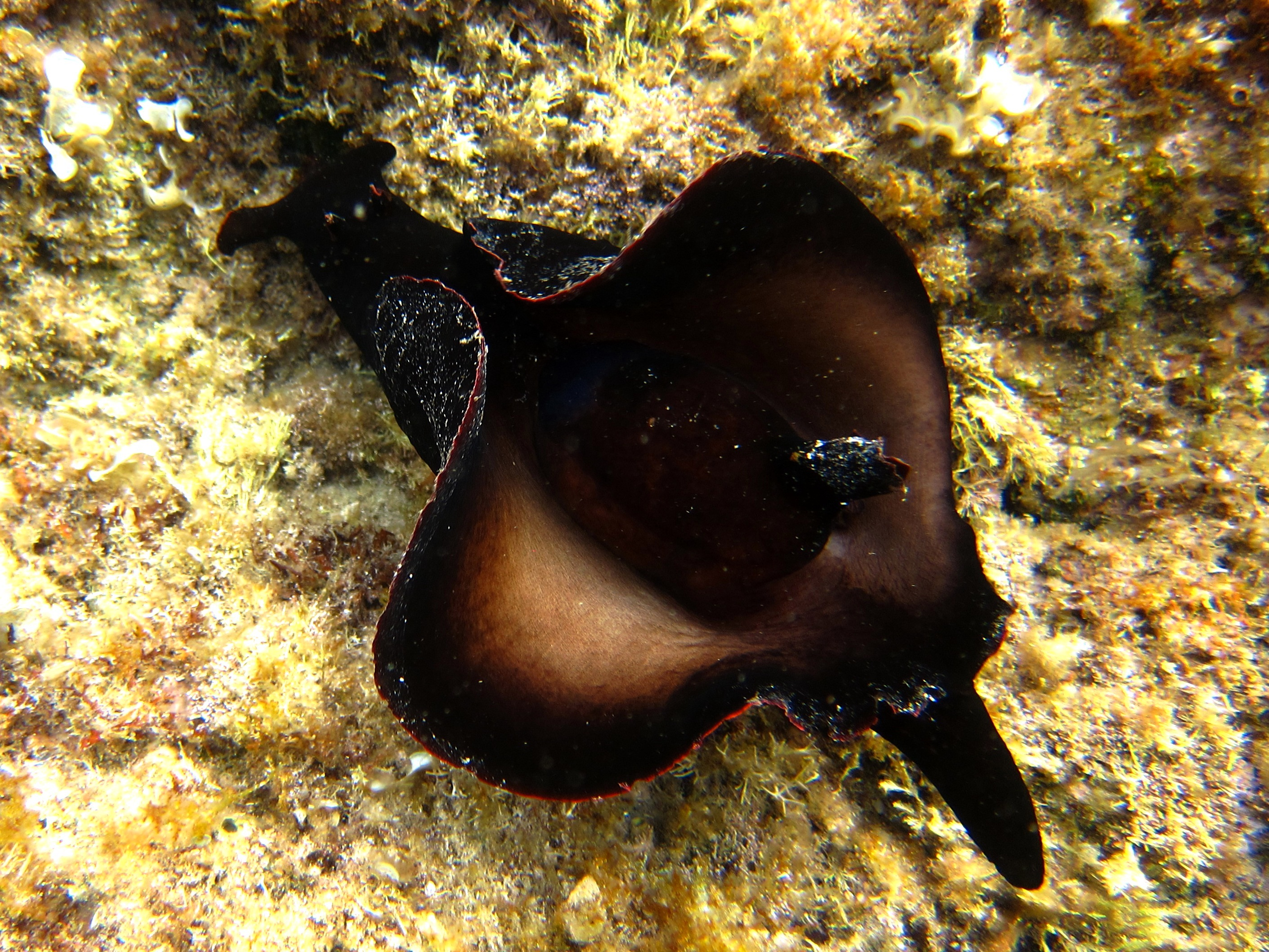
Ejemplar en la costas de España.

- Datos: Q3735973
- Multimedia: Aplysia fasciata / Q3735973